# 石佛镇 (安国市)
石佛镇，是中国河北省安国市下辖的一个乡镇级行政单位。

## 行政区划
石佛镇下辖以下地区：
石佛村、路景村、南阳村、立庄村、北阳村、南章村、李街村、王街村、高街村、东巷村、流各庄村、甄庄村、东叩村、郑各庄村、南呈村、北呈村、马村、石庄村、米庄村、马庄村和固显村。
其中石佛镇是水泵大镇，波及面非常广，是当地的支柱产业；石佛镇马村又是当地中药材的重要产地，马村尤以加工杏仁，桃仁，伊犁仁为主；